# Acanthaegilopsis
Acanthaegilopsis (лат.) — род мелких перепончатокрылых наездников подсемейства Anacharitinae из семейства Figitidae. Эндопаразитоиды.

## Распространение
Афротропика.

## Описание
Мелкие перепончатокрылые, длиной около 2 мм. Отличается от других афротропических Anacharitinae наличием отчетливой и полной медиальной продольной борозды, содержащей поперечные кили на мезоскутуме. Вентральная часть мезоплевры имеет кожистую скульптуру, что является уникальным состоянием для Anacharitinae.  Брюшко с 2 крупными видными тергитами. Предположительно паразитоиды, как близкие группы.

## Классификация
Включены в состав подсемейства Anacharitinae.
- Acanthaegilopsis hemicoriaceus Mata-Casanova & Pujade-Villar, 2014 (Зимбабве, Уганда)
- Acanthaegilopsis malagasy Pujade-Villar & Mata-Casanova, 2013 (Коморы, Мадагаскар)
- Другие виды